# Mastotermes darwiniensis
La Mastotermes darwiniensis, detta anche termite gigante del nord o termite di Darwin, è una specie di termiti che si trova solo in Australia settentrionale. È un animale molto particolare, la più primitiva termite vivente. Come tale, mostra forti somiglianze con gli scarafaggi. Queste somiglianze includono il lobo anale dell'ala e la deposizione delle uova in grappoli, piuttosto che singolarmente. E l'unico membro vivente del suo genere Mastotermes Mastotermitidae e la sua famiglia, anche se ci sono numerosi taxa fossili noti. Vivono in simbiosi con Mixotricha paradoxa che sono utili per la digestione della cellulosa, che essi trasformano in lipidi.